# HD 181068
A HD 181068 fizikai hármascsillag a Lant csillagképben, amelyik egy vörös óriásból – HD 181068A – és a körülötte keringő két vörös törpéből – HD 181068B és HD 181068C – áll. A csillagot a Kepler űrtávcső segítségével fedezte fel 2010-ben egy magyar koordinálású nemzetközi kutatócsoport.

## A hármasrendszer mechanikája
A három csillag egy ún. kétszintű hierarchikus hármasrendszert alkot, ahol az első szinten az A csillag, a második szinten pedig a BC rendszer foglal helyet. A BC rendszer egymás körüli keringési ideje 0,9 nap, eközben egymást is elfedik, 45,5 naponként pedig eltűnnek az A csillag mögött. Az ilyen triplán fedő konfiguráció rendkívül ritka, a Kepler űrtávcső által folyamatosan megfigyelt mintegy 150 ezer csillag közül ez az egyetlen, amelyet ismerünk. Ma csak két olyan hármasrendszer ismert, amelynek 45,5 napnál rövidebb a periódusideje. A fényességben olyan másodlagos hullámzás észlelhető, amelyeket a BC rendszer által az A csillagon okozott árapállyal magyaráznak. A BC rendszer tagjai olyan kicsik, hogy távcsővel nem lehetett felbontani őket és sem spektroszkópiai, sem  interferometriai módszerekkel nem lehetett a létezésüket kimutatni, kizárólag a rendszer fényváltozásai bizonyították jelenlétüket.